# HP Z

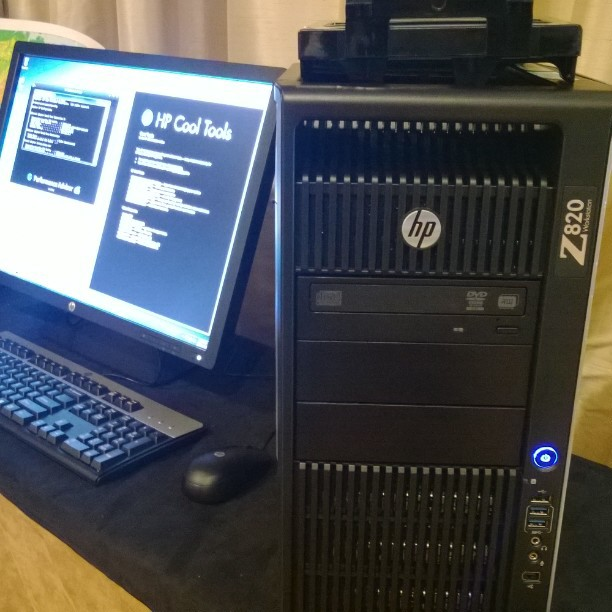
2012년 주력 모델인 HP Z820

HP Z는 휴렛 팩커드에서 개발한 전문 워크스테이션 컴퓨터 시리즈이다. 1세대 데스크탑 제품은 2009년 3월에 발표되어 HP 9000 xw 시리즈를 대체했다. 2013년 9월 ZBook이 발표되면서 제품 라인이 모바일로 확장되어 HP의 EliteBook W 시리즈 모바일 워크스테이션을 대체했다. Z 워크스테이션은 주로 델의 프리시전(Precision) 워크스테이션, 레노버의 ThinkStation 및 ThinkPad P 시리즈 워크스테이션은 물론 애플의 맥 프로 및 맥북 프로와 경쟁한다.

## 데스크톱 워크스테이션
| 위치                                                          | 폼 팩터              | 2009 | 2010 | 2011 | 2012  | 2013            | 2014  | 2015 | 2016       | 2017  | 2018 | 2019              | 2020              | 2021  | 2022  | 2023  |
| ------------------------------------------------------------- | -------------------- | ---- | ---- | ---- | ----- | --------------- | ----- | ---- | ---------- | ----- | ---- | ----------------- | ----------------- | ----- | ----- | ----- |
| Entry-level(Pentium Gold/Core i/Xeon 3000/E3/E/W-1000 series) | Tower                |      |      |      |       |                 |       |      |            |       |      | Z1 Entry Tower G5 | Z1 Entry Tower G6 | Z1 G8 | Z1 G9 |       |
| Entry-level(Pentium Gold/Core i/Xeon 3000/E3/E/W-1000 series) | ConvertibleMinitower |      | Z200 | Z210 | Z220  | Z230            |       | Z240 |            |       |      |                   |                   |       |       |       |
| Entry-level(Pentium Gold/Core i/Xeon 3000/E3/E/W-1000 series) | Microtower/Tower     |      |      |      |       | Z228            | Z238  |      |            | Z2 G4 |      | Z2 G5             | Z2 G8             | Z2 G9 |       |       |
| Entry-level(Pentium Gold/Core i/Xeon 3000/E3/E/W-1000 series) | Small Form Factor    |      | Z200 | Z210 | Z220  | Z230            | Z240  |      |            | Z2 G4 |      | Z2 G5             | Z2 G8             | Z2 G9 |       |       |
| Entry-level(Pentium Gold/Core i/Xeon 3000/E3/E/W-1000 series) | Mini                 |      |      |      |       |                 |       |      | Z2 Mini G3 | Z2 G4 |      | Z2 G5             |                   | Z2 G9 |       |       |
| Entry-level(Pentium Gold/Core i/Xeon 3000/E3/E/W-1000 series) | All-in-one           |      |      |      | Z1 G1 |                 | Z1 G2 |      | Z1 G3      |       |      |                   |                   |       |       |       |
| Mid-range(Core i X-series/Xeon W3000/5000/E5/W_2000)          | Tower                | Z400 |      |      | Z420  | Z440            |       |      | Z4 G4      |       |      |                   | Z4 G5             |       |       |       |
| Mid-range(Core i X-series/Xeon W3000/5000/E5/W_2000)          | Rackmount            |      |      |      |       |                 |       |      |            |       |      |                   | ZCentral 4R       |       |       |       |
| High-end(x1 or x2 Xeon 5000/E5/Scalable/W-3000)               | Tower                | Z600 |      |      | Z620  |                 | Z640  |      |            | Z6 G4 |      |                   |                   |       |       | Z6 G5 |
| Top(x1 or x2 Xeon 5000/E5/Scalable/W-3000)                    | Tower                | Z800 | Z820 | Z840 | Z8 G4 | Z8 G5Z8 Fury G5 |       |      |            |       |      |                   |                   |       |       |       |

### 1세대
HP Z800, HP Z600 및 HP Z400은 2009년 3월에 발표되었으며 인텔 네할렘 기반 제온 프로세서와 새로운 섀시 디자인을 제공한다. 보급형 모델인 HP Z200은 2010년 1월 CES 2010에서 발표되었다. Z200의 소형 폼 팩터 버전은 인텔 웨스트미어 제온 프로세서 리프레시와 함께 2010년 3월 라인업에 소개되었다. 후속 모델인 Z210 Z200은 2011년 4월 인텔 샌디브리지 제온 E3 프로세서와 함께 발표되었다. 샌디브리지 E3 프로세서를 탑재한 올인원 워크스테이션 Z1이 2012년 2월에 출시되었다.

### 2세대

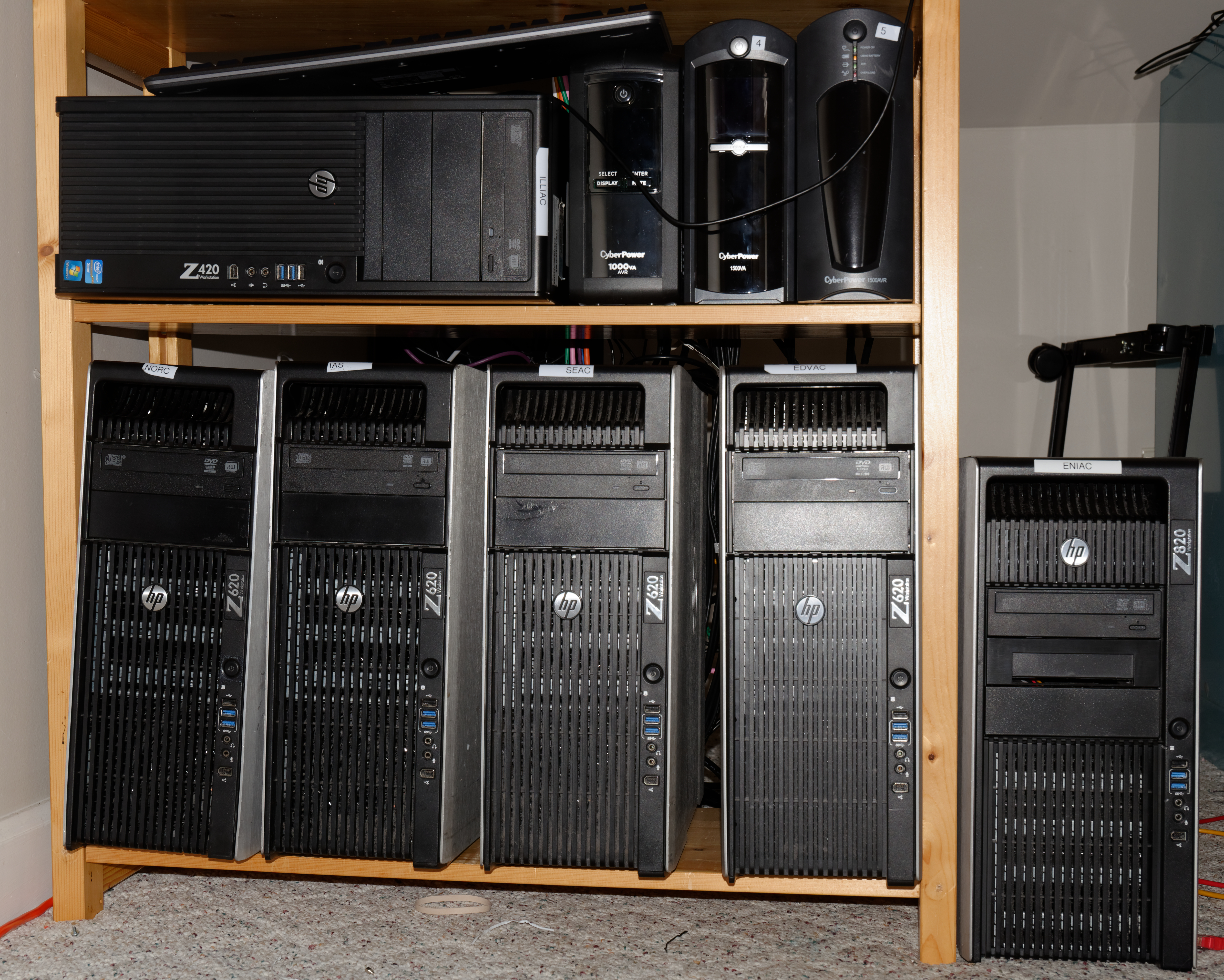
HP Z420 1개, Z620 4개, Z820 1개

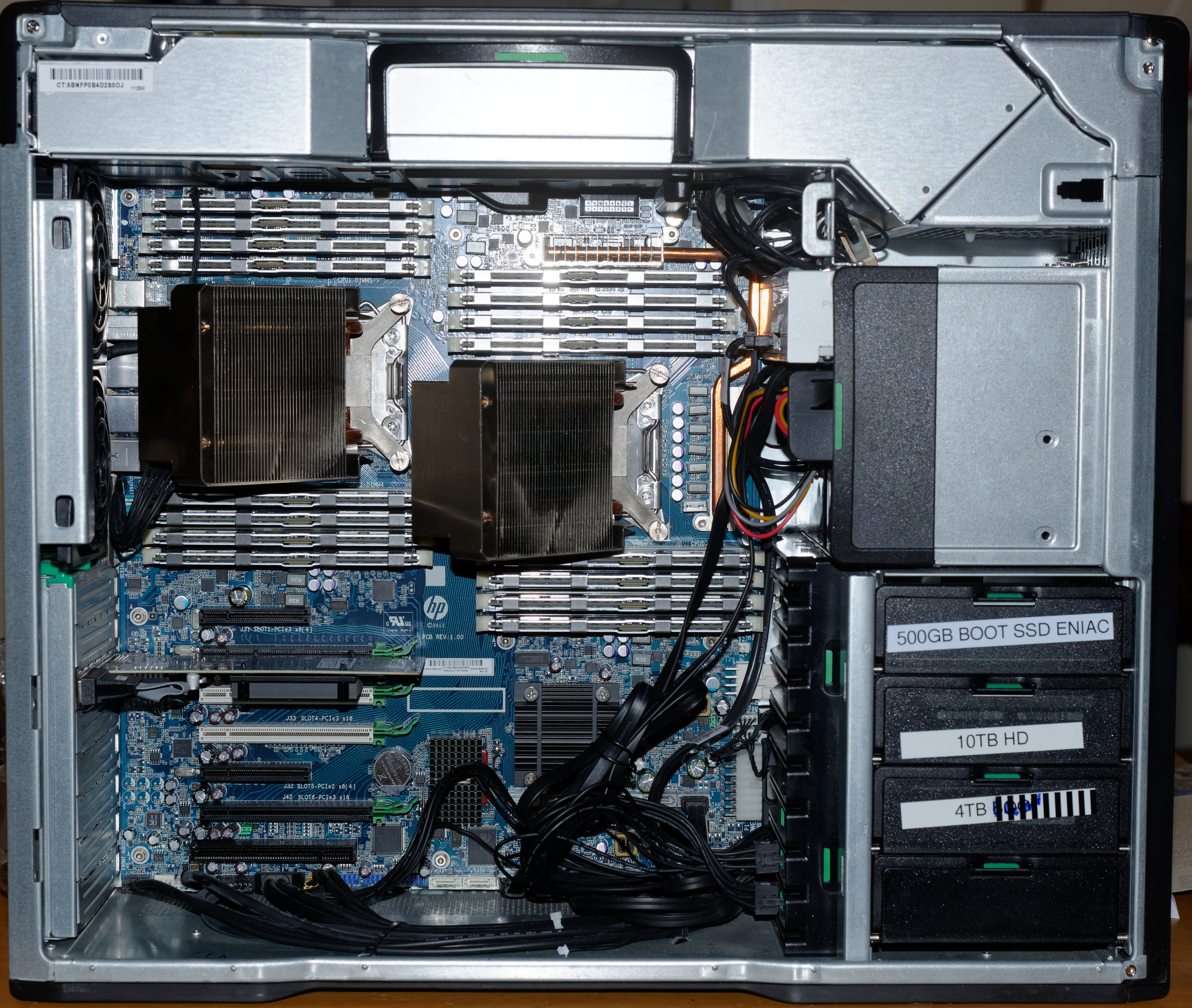
Z820 내부

인텔 샌디브리지-EP 제온 E5 프로세서를 탑재한 2세대 워크스테이션 Z820, Z620 및 Z420은 2012년 3월에 발표되었다. 보급형 Z220은 2012년 6월 인텔 아이비브리지 제온 E3 v2 프로세서로 리뉴얼되었다. Z220의 후속 제품인 Z230은 2013년 7월 인텔 하스웰-WS 제온 E3 v3 프로세서와 함께 출시되었다. Z820, Z620 및 Z420은 2013년 9월 인텔 아이비브리지 제온 E5 v2 프로세서로 업데이트되었다. 2세대 Z1 G2 올인원은 CES 2014에서 발표되었다.

### 3세대
인텔 하스웰 제온 E5 v3 프로세서를 탑재한 3세대 워크스테이션 Z840, Z640 및 Z440이 2014년 9월에 발표되었다. 프로세서는 나중에 2016년 4월에 브로드웰로 업데이트되었다. 보급형 Z240은 인텔 스카이레이크 E3-1200 v5 프로세서와 함께 2015년 9월에 발표되었으며 나중에 Kaby Lake 제온 E3-1200 v6 프로세서로 업데이트되었다. 3세대 올인원 Z1 G3은 2016년 4월 인텔 스카이레이크 프로세서를 탑재하여 발표되었다. 미니 워크스테이션인 Z2 Mini G3가 2016년 11월에 발표되었다.

### 4세대
4세대 워크스테이션 Z8 G4, Z6 G4 및 Z4 G4는 2017년 9월에 발표되었으며 인텔 스카이레이크 1세대 제온 스케일러블 또는 W 시리즈 프로세서와 함께 제공된다. 캐스케이드레이크 2세대 프로세서는 2019년 4월에 출시되었다. 인텔 커피레이크 제온 E-2100 프로세서를 탑재한 보급형 Z2 G4 및 Z2 Mini G4는 2018년 7월에 발표되었다.

### 5세대

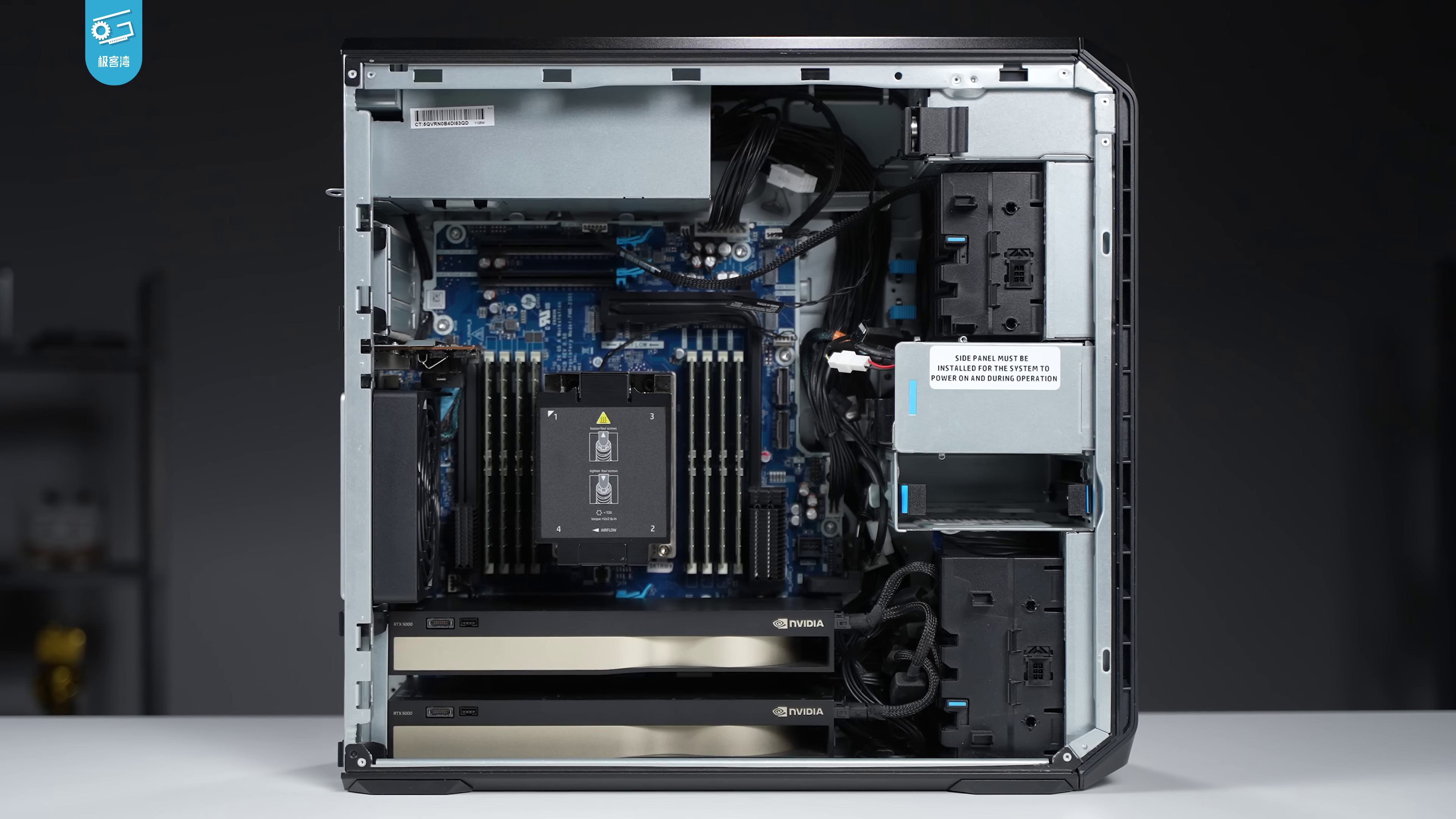
두 개의 NVIDIA GeForce RTX 5000 및 Threadripper 7995WX를 갖춘 Z6의 컴퓨터 하드웨어

HP는 2023년 4월 HP Z4, Z6, Z8 및 Z8 퓨리 워크스테이션의 G5 에디션을 출시하여 Z 워크스테이션 포트폴리오를 대대적으로 업데이트했다. HP Z4 G5 에디션은 새로운 워크스테이션별 사파이어래피즈 CPU 제품군, 단일 소켓 인텔 제온 W-2400 시리즈, 6~24개 코어를 지원한다. 이 시스템은 최대 512GB의 DDR5 RAM을 지원하며 최대 2개의 듀얼 슬롯 그래픽 카드, 새로운 '에이다러브레이스' 엔비디아 RTX 6000(48GB)을 호스팅할 수 있어 다중 GPU 인식 시각화 및 렌더링 애플리케이션에 도움이 된다. HP Z6 G5는 12~36개 코어의 단일 소켓 인텔 제온 W-3400 시리즈 워크스테이션 CPU를 지원한다(플래그십 56코어 제온 w9-3495X 제외). HP Z4 G5보다 두 배 더 많은 메모리(최대 1TB), 더 많은 메모리 대역폭, 최대 3개의 이중 폭 GPU를 제공한다. HP Z8 G5는 다른 G5 시스템에서 사용할 수 있는 단일 소켓 워크스테이션 전용 제온이 아닌 사파이어래피즈 4세대 제온 스케일러블 프로세서를 갖추고 있다. 이는 최대 32개 코어의 모델만 지원하지만 듀얼 CPU 기능을 제공한다. 즉, 64개 코어(2 x 32)가 최대 구성임을 의미한다. 듀얼 CPU 구성은 2개의 이중 폭 GPU와 1TB의 메모리로 제한된다는 것을 의미한다. 무엇보다도 HP Z8 퓨리 G5는 HP의 최고급 사파이어래피즈 워크스테이션이다. 이는 주력 제품인 56코어 인텔 제온 w9-3495X를 포함하여 인텔 제온 W-3400 시리즈 워크스테이션 CPU 전체를 지원한다. Z6 및 Z8보다 2배 많은 메모리와 최대 4개의 이중폭 GPU를 지원한다. 이는 GPU 렌더링, AI 또는 시뮬레이션의 경계를 넓히는 사람들에게 흥미롭고 여러 서버급 기능을 갖추고 있다.

## 같이 보기
- 맥 프로
- HP 제품 목록